# Ancistrocladaceae
Ancistrocladaceae је назив фамилије скривеносеменица из реда Caryophyllales. Обухвата само један род са десетак врста лијана.